# Jugeals-Nazareth
Jugeals-Nazareth – miejscowość i gmina we Francji, w regionie Nowa Akwitania, w departamencie Corrèze.
Według danych na rok 1990 gminę zamieszkiwały 604 osoby, a gęstość zaludnienia wynosiła 55 osób/km² (wśród 747 gmin Limousin Jugeals-Nazareth plasuje się na 213. miejscu pod względem liczby ludności, natomiast pod względem powierzchni na miejscu 538.).